# Sindaci di New York
Il seguente è un elenco cronologico dei sindaci di New York dal 1665, anno dell’insediamento dell’amministrazione inglese della città.
Nei suoi primi quarant’anni il governo cittadino, era stato invece olandese.

La bandiera del sindaco di New York.

## Elenco

### Sindaci coloniali
| Numero   | Sindaco                 | Carica         | Carica |
| Numero   | Sindaco                 | Inizio         | Fine   |
| -------- | ----------------------- | -------------- | ------ |
| 1°       | Thomas Willett          | 22 giugno 1665 | 1666   |
| 2°       | Thomas Delavall         | 1666           | 1667   |
| 3° (2°)  | Thomas Willett          | 1667           | 1668   |
| 4°       | Cornelius Van Steenwyck | 1668           | 1671   |
| 5° (2°)  | Thomas Delavall         | 1671           | 1672   |
| 6°       | Matthias Nicoll         | 1672           | 1673   |
| 7°       | John Lawrence           | 1673           | 1675   |
| 8°       | William Dervall         | 1675           | 1676   |
| 9°       | Nicholas De Mayer       | 1676           | 1677   |
| 10°      | Stephanus Van Cortlandt | 1677           | 1678   |
| 11° (3°) | Thomas Delavall         | 1678           | 1679   |
| 12°      | Francis Rombouts        | 1679           | 1680   |
| 13°      | William Dyre            | 1680           | 1682   |
| 14° (2°) | Cornelius Van Steenwyck | 1682           | 1684   |
| 15°      | Gabriel Minvielle       | 1684           | 1685   |
| 16°      | Nicholas Bayard         | 1685           | 1686   |
| 17° (2°) | Stephanus Van Cortlandt | 1686           | 1688   |
| 18°      | Peter Delanoy           | 1689           | 1691   |
| 19°      | John Lawrence           | 1691           | 1691   |
| 20°      | Abraham De Peyster      | 1691           | 1694   |
| 21°      | Charles Lodwick         | 1694           | 1696   |
| 22°      | William Merritt         | 1696           | 1698   |
| 23°      | Johannes De Peyster     | 1698           | 1699   |

- David Provost (1699-1700)
- Isaac De Reimer (1700-1701)
- Thomas Noell (1701-1702)
- Thomas Hood (1702)
- Phillip French (1702-1703)
- William Peartree (1703-1707)
- Ebenezer Wilson (1707-1710)
- Jacobus Van Cortland (1710-1711)
- Caleb Heathcote (1711-1713)
- John Johnstone (1714-1719)
- Jacobus Van Cortland (1719-1720)
- Robert Walters (1720-1725)
- Johannes Jansen (1725-1726)
- Robert Lurting (1726-1735)
- Paul Richard (1735-1739)
- John Cruger (1739-1744)
- Stephen Bayard (1744-1747)
- Edward Holland (1747-1757)
- John Cruger, Jr. (1757-1766)
- Witehead Hicks (1766-1776)
- David Mathews (1776-1783)

### Sindaci pre-consolidamento
- James Duane (1784-1789)
- Richard Varick (1791-1801)
- Edward Livingston (1801-1803)
- DeWitt Clinton (1803-1807)
- Marinus Willett (1807-1808)
- DeWitt Clinton (1808-1810)
- Jacob Radcliff (1810-1811)
- DeWitt Clinton (1811-1815)
- John Ferguson (marzo-giugno 1815)
- Jacob Radcliff (1815-1818)
- Cadwallader D. Colden (1818-1821)
- Stephen Allen (1821-1824)
- William Paulding Jr. (1825-1826)
- Philip Hone (1826-1827)
- William Paulding Jr. (1827-1829)
- Walter Bowne (1829-1833)
- Gideon Lee (1833-1834)
- Cornelius Van Wyck Lawrence (1834-1837)
- Aaron Clark (1837-1839)
- Isaac Varian (1839-1841)
- Robert Morris (1841-1844)
- James Harper (1844-1845)
- William Frederick Havemeyer (1845-1846)
- Andrew H. Mickle (1846-1847)
- William Brady (1847-1848)
- William Frederick Havemeyer (1848-1849)
- Caleb Smith Woodhull (1849-1851)
- Ambrose Kingsland (1851-1853)
- Jacob Aaron Westervelt (1853-1855)
- Fernando Wood (1855-1857)
- Daniel Fawcett Tiemann (1858-1860)
- Fernando Wood (1860-1862)
- George Opdyke (1862-1863)
- Charles Godfrey Gunther (1864-1866)
- John Thompson Hoffman (1866-1868)
- Thomas Coman (1868-1869)
- Abraham Oakley Hall (1869-1872)
- William Frederick Havemeyer (1873-1874)
- Samuel B. H. Vance (novembre 1874-gennaio 1875)
- William H. Wickham (1875-1876)
- Ely Smith (1877-1878)
- Edward Cooper (1879-1880)
- William Russell Grace (1880-1882)
- Franklin Edson (1883-1884)
- William Russell Grace (1885-1886)
- Abraham Stevens Hewitt (1887-1888)
- Hugh J. Grant (1889-1892)
- Thomas Francis Gilroy (1893-1894)
- William Lafayette Strong (1895-1897)

(Riferimenti)

### Sindaci post consolidamento
Il mandato 1898-1901 fu della durata di quattro anni. La Carta della Città venne modificata per rendere il mandato del sindaco della durata di due anni a partire dal 1902, ma poi venne nuovamente riportata a quattro anni a partire dal 1906.
| N.  | Foto | Sindaco                             | Partito                             | Carica            | Carica              | Mandato                                                                 | Storia elettorale                                                                                        |
| N.  | Foto | Sindaco                             | Partito                             | Inizio            | Termine             | Mandato                                                                 | Storia elettorale                                                                                        |
| --- | ---- | ----------------------------------- | ----------------------------------- | ----------------- | ------------------- | ----------------------------------------------------------------------- | --- |
| 91  |      | Robert A. Van Wyck (1849-1918)      | Democratico                         | 1º gennaio 1898   | 31 dicembre 1901    | 1                                                                       | Eletto nel 1897                                                                                          |
| 92  |      | Seth Low (1850-1916)                | Repubblicano                        | 1º gennaio 1902   | 31 dicembre 1903    | 1                                                                       | Eletto nel 1901 Perse la rielezione                                                                      |
| 93  |      | George B. McClellan Jr. (1865-1940) | Democratico                         | 1º gennaio 1904   | 31 dicembre 1909    | 1                                                                       | Eletto nel 1903                                                                                          |
| 93  | 2    | George B. McClellan Jr. (1865-1940) | Democratico                         | 1º gennaio 1904   | 31 dicembre 1909    | Rieletto nel 1905 Ritiratosi                                            | |
| 94  |      | William Jay Gaynor (1849-1913)      | Democratico                         | 1º gennaio 1910   | 10 settembre 1913 † | 1⁄2                                                                     | Eletto nel 1909 Deceduto                                                                                 |
| —   |      | Ardolph L. Kline (1858-1930)        | Repubblicano                        | 10 settembre 1913 | 31 dicembre 1913    | 1⁄2                                                                     | Come Presidente del Board of Aldermen, assunse la carica di Sindaco facente funzioni                     |
| 95  |      | John P. Mitchel (1879-1918)         | Repubblicano                        | 1º gennaio 1914   | 31 dicembre 1917    | 1                                                                       | Eletto nel 1913 Perse la rielezione                                                                      |
| 96  |      | John F. Hylan (1868-1936)           | Democratico                         | 1º gennaio 1918   | 30 dicembre 1925    | 1                                                                       | Eletto nel 1917                                                                                          |
| 96  | 2    | John F. Hylan (1868-1936)           | Democratico                         | 1º gennaio 1918   | 30 dicembre 1925    | Rieletto nel 1921                                                       | |
| —   |      | William T. Collins (1886-1961)      | Democratico                         | 31 dicembre 1925  | 31 dicembre 1925    |                                                                         | Come Presidente del Board of Aldermen, assunse la carica di Sindaco facente funzioni                     |
| 97  |      | Jimmy Walker (1881-1946)            | Democratico                         | 1º gennaio 1926   | 1º settembre 1932   | 1                                                                       | Eletto nel 1925                                                                                          |
| 97  | 1⁄2  | Jimmy Walker (1881-1946)            | Democratico                         | 1º gennaio 1926   | 1º settembre 1932   | Rieletto nel 1929 Dimessosi a seguito di uno scandalo                   | |
| —   | 1⁄2  |                                     | Joseph V. McKee (1889-1956)         | Democratico       | 1º settembre 1932   | 31 dicembre 1932                                                        | Come Presidente del Board of Aldermen, assunse la carica di Sindaco facente funzioni Perse la rielezione |
| 98  | 1⁄2  |                                     | John P. O'Brien (1873-1951)         | Democratico       | 1º settembre 1933   | 31 dicembre 1933                                                        | Eletto nel 1932 per terminare il mandato di Walker Perse la rielezione                                   |
| 99  |      | Fiorello La Guardia (1882-1947)     | Repubblicano                        | 1º gennaio 1934   | 31 dicembre 1945    | 1                                                                       | Eletto nel 1933                                                                                          |
| 99  | 2    | Fiorello La Guardia (1882-1947)     | Repubblicano                        | 1º gennaio 1934   | 31 dicembre 1945    | Rieletto nel 1937                                                       | |
| 99  | 3    | Fiorello La Guardia (1882-1947)     | Repubblicano                        | 1º gennaio 1934   | 31 dicembre 1945    | Rieletto nel 1941 Ritiratosi                                            | |
| 100 |      | William O'Dwyer (1890-1964)         | Democratico                         | 1º gennaio 1946   | 31 agosto 1950      | 1                                                                       | Eletto nel 1945                                                                                          |
| 100 | 1⁄2  | William O'Dwyer (1890-1964)         | Democratico                         | 1º gennaio 1946   | 31 agosto 1950      | Rieletto nel 1949 Dimessosi a seguito di uno scandalo                   | |
| —   | 1⁄2  |                                     | Vincent R. Impellitteri (1900-1987) | Democratico       | 31 agosto 1950      | 14 novembre 1950                                                        | Come Presidente del Board of Aldermen, assunse la carica di Sindaco facente funzioni                     |
| 101 | 1⁄2  | Experience                          | Vincent R. Impellitteri (1900-1987) | 14 novembre 1950  | 31 dicembre 1953    | Eletto nel 1950 per terminare il mandato di O'Dwyer Perse la rielezione | |
| 102 |      | Robert F. Wagner Jr. (1910-1991)    | Democratico                         | 1º gennaio 1954   | 31 dicembre 1965    | 1                                                                       | Eletto nel 1953                                                                                          |
| 102 | 2    | Robert F. Wagner Jr. (1910-1991)    | Democratico                         | 1º gennaio 1954   | 31 dicembre 1965    | Rieletto nel 1957                                                       | |
| 102 | 3    | Robert F. Wagner Jr. (1910-1991)    | Democratico                         | 1º gennaio 1954   | 31 dicembre 1965    | Rieletto nel 1961                                                       | |
| 103 |      | John Lindsay (1921-2000)            | Repubblicano                        | 1º gennaio 1966   | 31 dicembre 1973    | 1                                                                       | Eletto nel 1965                                                                                          |
| 103 | 2    | John Lindsay (1921-2000)            | Repubblicano                        | 1º gennaio 1966   | 31 dicembre 1973    | Rieletto nel 1969 Ritiratosi                                            | |
| 103 | 2    | John Lindsay (1921-2000)            | Democratico                         | 1º gennaio 1966   | 31 dicembre 1973    | Rieletto nel 1969 Ritiratosi                                            | |
| 104 |      | Abraham Beame (1906-2001)           | Democratico                         | 1º gennaio 1974   | 31 dicembre 1977    | 1                                                                       | Eletto nel 1973 Perse la rinomina                                                                        |
| 105 |      | Ed Koch (1924-2013)                 | Democratico                         | 1º gennaio 1978   | 31 dicembre 1989    | 1                                                                       | Eletto nel 1977                                                                                          |
| 105 | 2    | Ed Koch (1924-2013)                 | Democratico                         | 1º gennaio 1978   | 31 dicembre 1989    | Rieletto nel 1981                                                       | |
| 105 | 3    | Ed Koch (1924-2013)                 | Democratico                         | 1º gennaio 1978   | 31 dicembre 1989    | Rieletto nel 1985 Perse la rinomina                                     | |
| 106 |      | David Dinkins (1927-2020)           | Democratico                         | 1º gennaio 1990   | 31 dicembre 1993    | 1                                                                       | Eletto nel 1989 Perse la rielezione                                                                      |
| 107 |      | Rudy Giuliani (1944-)               | Repubblicano                        | 1º gennaio 1994   | 31 dicembre 2001    | 1                                                                       | Eletto nel 1993                                                                                          |
| 107 | 2    | Rudy Giuliani (1944-)               | Repubblicano                        | 1º gennaio 1994   | 31 dicembre 2001    | Rieletto nel 1997 Ritiratosi                                            | |
| 108 |      | Michael Bloomberg (1942-)           | Repubblicano                        | 1º gennaio 2002   | 31 dicembre 2013    | 1                                                                       | Eletto nel 2001                                                                                          |
| 108 | 2    | Michael Bloomberg (1942-)           | Repubblicano                        | 1º gennaio 2002   | 31 dicembre 2013    | Rieletto nel 2005                                                       | |
| 108 | 2    | Michael Bloomberg (1942-)           | Indipendente                        | 1º gennaio 2002   | 31 dicembre 2013    | Rieletto nel 2005                                                       | |
| 108 | 3    | Michael Bloomberg (1942-)           | Rieletto nel 2009 Ritiratosi        | 1º gennaio 2002   | 31 dicembre 2013    |                                                                         | |
| 109 |      | Bill de Blasio (1961-)              | Democratico                         | 1º gennaio 2014   | 31 dicembre 2021    | 1                                                                       | Eletto nel 2013                                                                                          |
| 109 | 2    | Bill de Blasio (1961-)              | Democratico                         | 1º gennaio 2014   | 31 dicembre 2021    | Rieletto nel 2017                                                       | |
| 110 |      | Eric Adams (1960-)                  | Democratico                         | 1º gennaio 2022   | in carica           | 1                                                                       | Eletto nel 2021                                                                                          |